# Bécsi Magyar Újság
Die Bécsi Magyar Újság (deutsch Wiener Ungarische Zeitung) war eine österreichische Tageszeitung, die erstmals 1919 und das letzte Mal 1923 in Wien erschienen ist.